# Mikhaïl Morozov
Pour les articles homonymes, voir Morozov.
Mikhaïl Abramovitch Morozov (Миха́ил Абра́мович Моро́зов), né le 7 (19) août 1870 à Moscou et mort le 12 (24) octobre 1903 à Moscou, est un entrepreneur russe, membre de la dynastie des Morozov, qui fut mécène et collectionneur d'art. Il est le frère aîné du collectionneur Ivan Morozov (1871-1921) et l'époux de la mécène et mémorialiste Margarita Morozova (1873-1958).

## Biographie

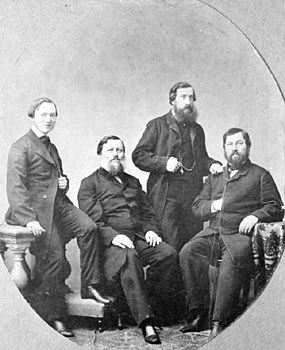
Les Morozov dans les années 1860 ; le père de Mikhaïl Morozov est à l'extrême gauche.

Mikhaïl Morozov est le fils aîné d'Abram Abramovitch Morozov (il était fréquent chez les vieux-croyants de donner des prénoms bibliques à leurs enfants), membre de la dynastie des Morozov, appartenant à la première guilde des marchands. Il naît le 7 août et il est baptisé le 12 à la paroisse vieille-ritualiste près du pont Saltykov de la Iaouza. 
Son frère puîné Ivan Morozov (1871-1921) deviendra un manufacturier du textile et un grand collectionneur d'art qui découvrit notamment Picasso. 
Son frère cadet, le bel Arsène (1874-1908), passionné de chasse, ne prendra pas part aux affaires, deviendra dandy et brûlera la chandelle par les deux bouts.Il se fera construire un hôtel particulier, (Maison de l'Amitié des peuples du temps de l'URSS) dans le style hispano-mauresque qui est un monument fameux du centre historique de Moscou.
Leur père, Abram Abramovitch Morozov (1839-1882), après le partage des biens des Mozorov, devient co-président-directeur de la Compagnie de la Manufacture de Tver en 1872 avec son frère David. Son épouse Varvara Alexeïevna (née Khloudova, 1848-1917) prend également part à la gestion de l'entreprise textile. À partir de 1877, Abram Morozov souffre de troubles psycho-moteurs, peut-être dus à la maladie de Bayle. Il est soigné à domicile par sa femme et meurt le 25 février 1882 à l'âge de quarante-trois ans.

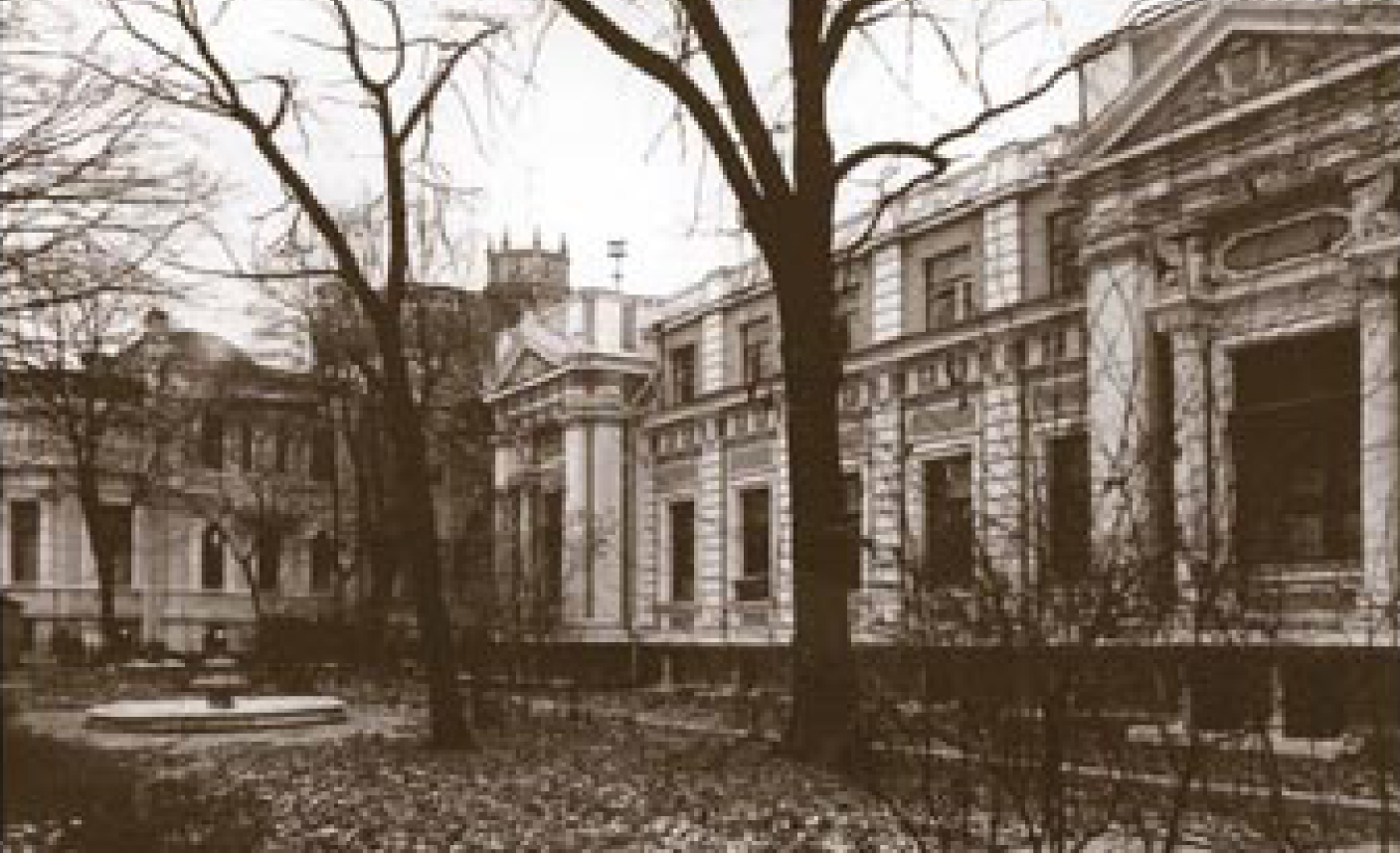
Hôtel particulier de Varvara Alexeïevna Morozova, rue Vozdvijenka (de l'Exaltation de la Croix), où furent reçus Tchékhov, Korolenko, Ouspenski, Boborykine, Soloviev, Blok, Biély, Brioussov, etc.

Celle-ci devient donc dirigeante de pleins droits de l'entreprise, puis commence une liaison affichée avec le rédacteur en chef des Nouvelles russes, le professeur Vassili Sobolevski, dont elle a deux enfants, Gleb (né en 1885) et Natalia (1887-1971) qui reçoivent le patronyme de leur père (Vassilievitch ou Vassilievna) et le nom de leur mère (Khloudov ou Khloudova), à cause de leur naissance hors-mariage.
Mikhaïl et Ivan Morozov commencent à l'âge de quinze et quatorze ans à prendre des leçons de dessin et de peinture avec Ivan Martynov, tandis que la famille emménage dans un hôtel particulier de la rue Vozdvijenka reconstruit en style néoclassique par Robert Klein (1858-1924). Varvara Alexeïevna se lance dans des œuvres de bienfaisance: elle fait construire un hôpital psychiatrique, du nom de son défunt mari, la première bibliothèque publique de Moscou (en 1885), et d'autres œuvres de charité.

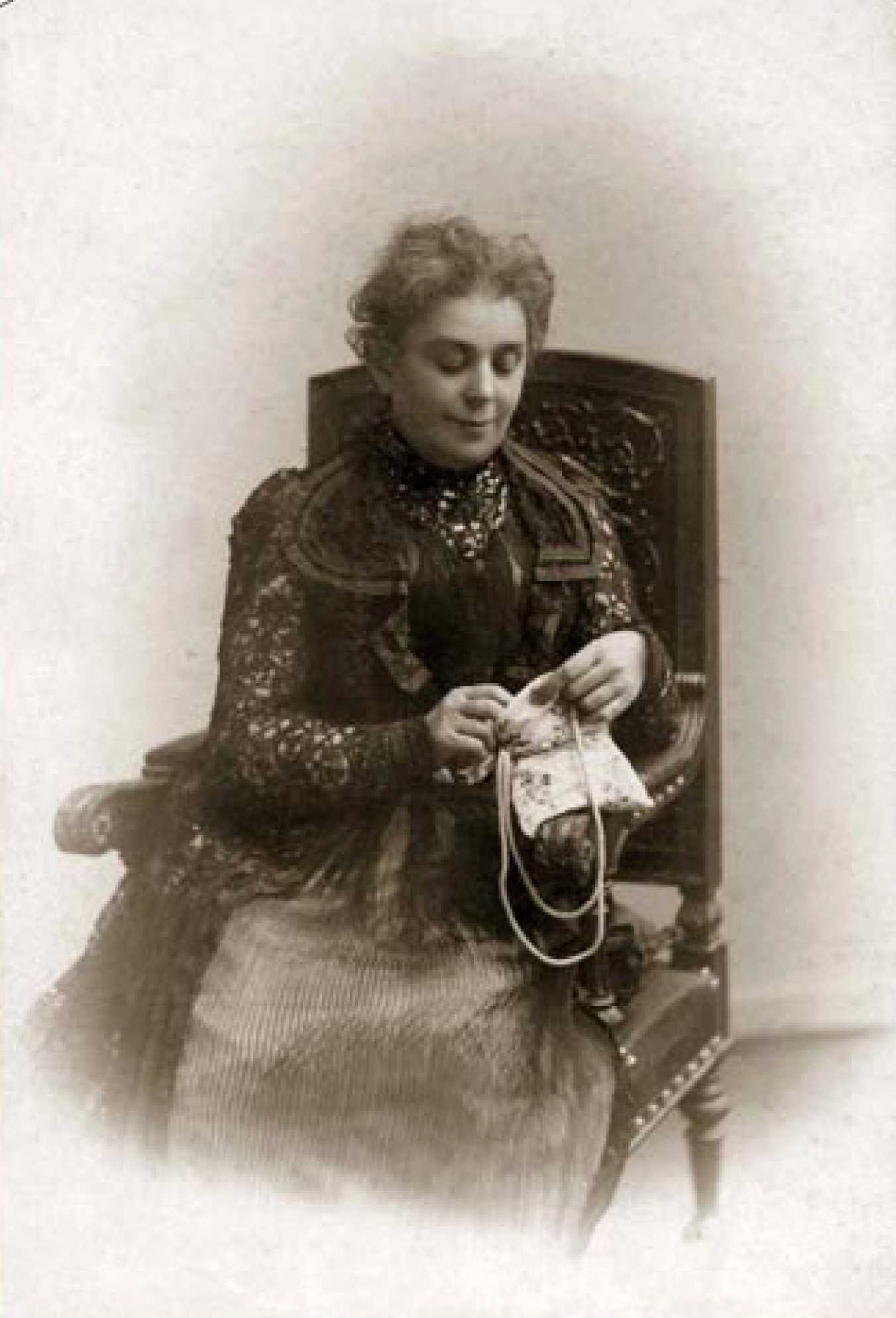
Photographie de Varvara Alexeïevna Morozova vers 1885-1890.

Deux fois par semaine, les deux frères prennent des leçons auprès du peintre Constantin Korovine, L'été, la famille prend ses quartiers de villégiature dans son domaine de Popovka, à vingt-cinq verstes de Tver, au bord de la Volga. Le peintre ambulant, Iegor Khrouslov (1861-1913) y donne des leçons d'après nature. Il les emmène en voyage le long de la Volga jusqu'au Caucase en 1889, tout en poursuivant ses leçons. Mikhaïl Morozov termine le lycée en 1888 et s'inscrit à la faculté d'histoire et de lettres de l'université de Moscou. Sa digne et sévère mère ne lui octroie que soixante-quinze roubles d'argent de poche par mois. En conséquence de quoi il gagne la réputation au sein de la famille d'opposant à la discipline familiale et aux œuvres de bienfaisance de sa mère, alors que la manufacture devient de plus en plus prospère. Cependant un mouvement de grève l'agite en 1885, obligeant Varvara Alexeïevna à améliorer le sort de ses ouvriers. Mikhaïl Morozov, qui a un point de vue conservateur, est hostile à ses mesures qui selon lui sont nuisibles au bon rendement de l'entreprise. Il critique l'influence de l'amant de sa mère qui partage les idées libérales de la rédaction des Nouvelles russes.
Il poursuit des études d'histoire, fait paraître quelques brochures dont une sur Charles Quint éditées grâce aux libéralités de sa mère qui reçoit l'élite libérale de Moscou. Il épouse le 10 novembre 1891 Margarita Kirillovna Mamontova (1873-1958) en l'église de l'université rue Bolchaïa Nikitskaïa devant une assistance élégante. Sa jeune épouse appartient à une branche ruinée de la puissante famille industrielle des Mamontov. Aristocratique et parfaitement éduquée, elle deviendra une mécène fameuse de cette époque appelée le Siècle d'argent, soutenant financièrement nombre d'artistes et d'hommes de lettres, dont Scriabine, Valentin Serov, André Biély ou Serge de Diaghilev. Quatre enfants naissent de cette union.

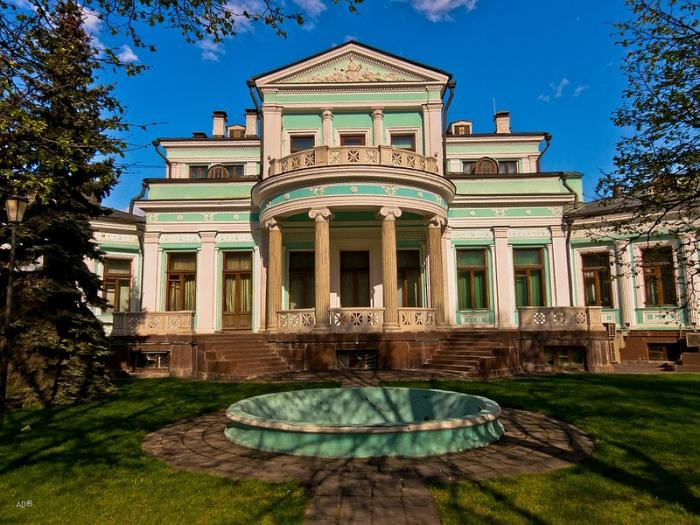
Hôtel particulier de Mikhaïl Morozov, boulevard de Smolensk à Moscou.

Mikhaïl Morozov, qui a vingt-et-un ans, peut enfin toucher au capital de son père et se trouve à la tête d'une fortune de plusieurs millions de roubles. Le jeune ménage vit sur un grand pied avec des voyages à Paris, au bord de la Côte d'Azur, en Angleterre, au festival de Bayreuth (où ils sont reçus chez Cosima Wagner), en Égypte, etc. et des séjours dans le domaine familial de Popovka. Ils emménagent en 1892 dans un hôtel particulier du boulevard de Smolensk à Moscou (construit par Alexandre Rezanov), où Mikhaïl Morozov se livre à sa passion de collectionneur de tableaux. Il commande régulièrement des œuvres de Valentin Serov (qui peint toute la famille), Mikhaïl Vroubel, Viktor Vasnetsov, Sergueï Vinogradov, etc. ainsi qu'à des peintres et sculpteurs occidentaux dont Rodin.
Les Morozov reçoivent également l'élite musicale de Moscou, ainsi que des hommes de théâtre. Mikhaïl Morozov est l'un des dirigeants et des bienfaiteurs de la Société musicale russe.
Une pièce qui se joue pendant plusieurs saisons au théâtre Maly à partir de 1897, intitulée Le Gentleman, s'inspire de Morozov et de sa passion de collectionneur et de joueur de cartes, ainsi que de ses excès de table. Ce portrait d'un contemporain puissant fait jaser le tout-Moscou. Au fil des années, Morozov devient capricieux et colérique.
Il s'adonne également à des travaux d'histoire. Il meurt prématurément vieilli, en 1903 à l'âge de trente-trois ans, laissant une immense fortune à sa veuve.
Il est enterré au cimetière du monastère de l'Intercession de Moscou.

## Collection des Morozov
Exposition parisienne :
Les trésors des frères Morozov
« La collection Morozov, icônes de l'art moderne », Fondation Louis Vuitton, Paris, 16e, du 22 septembre 2021 au 22 février 2022.

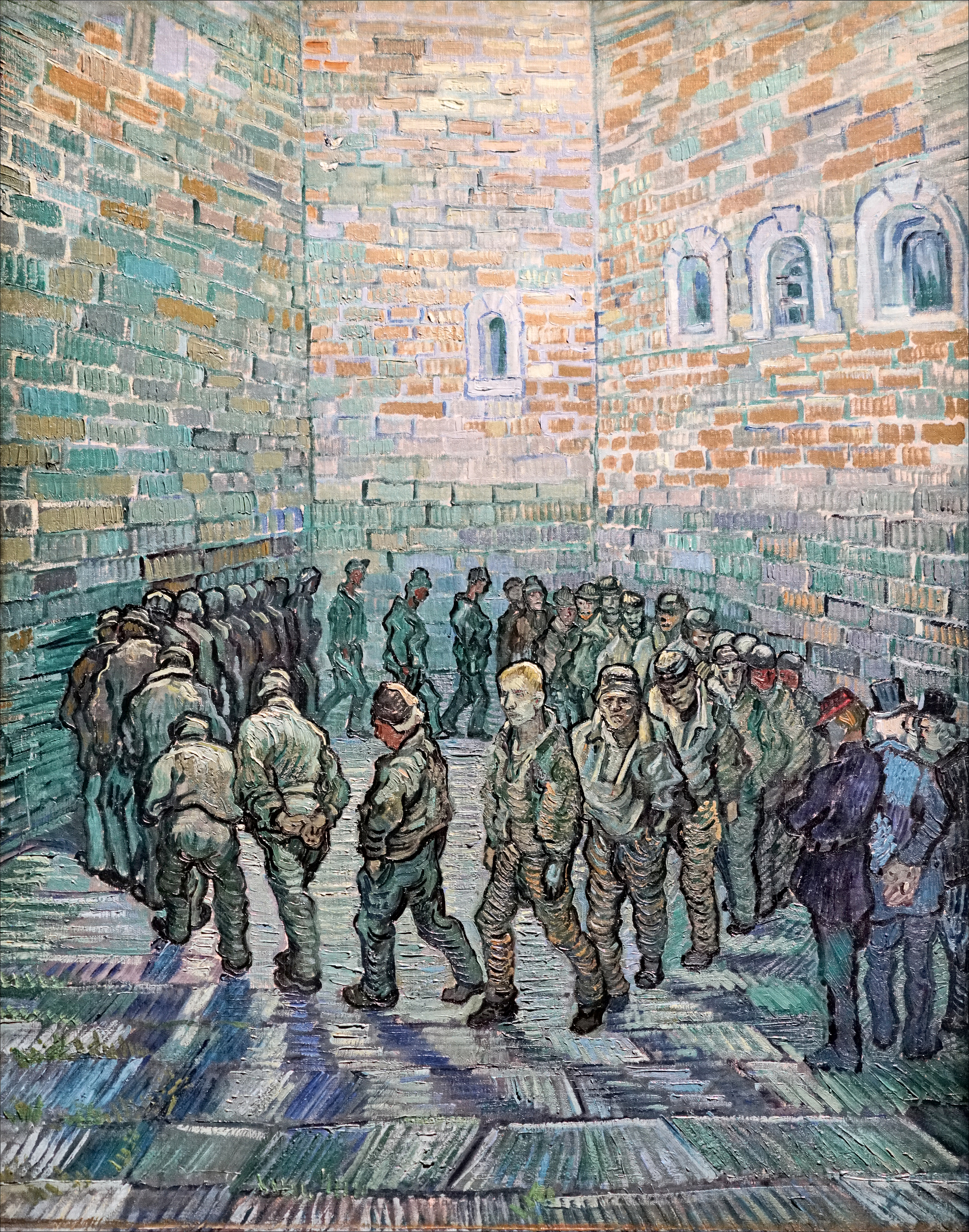
La Ronde des Prisonniers de Vincent Van Gogh.
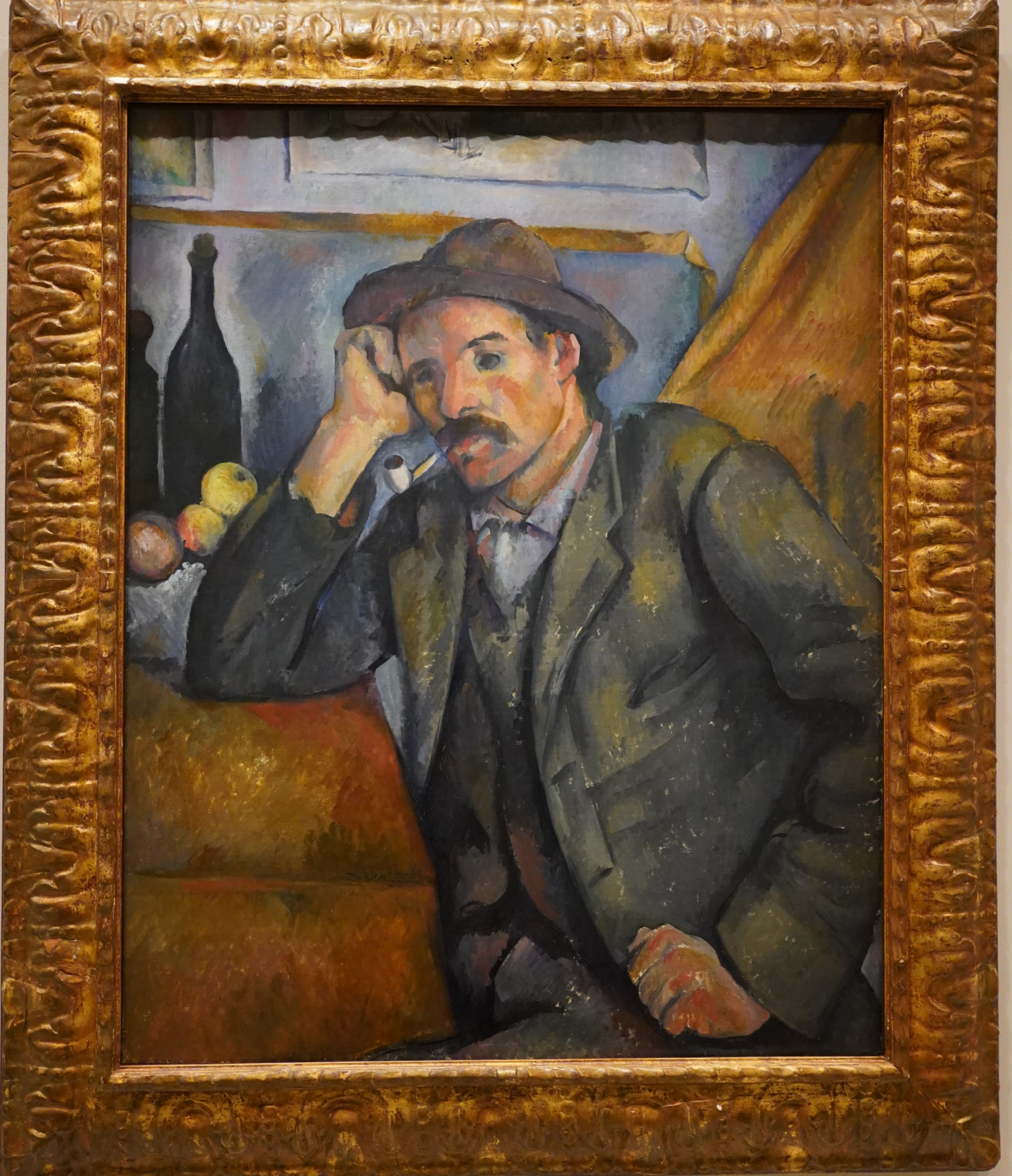
L'homme à la pipe de Paul Cézanne.
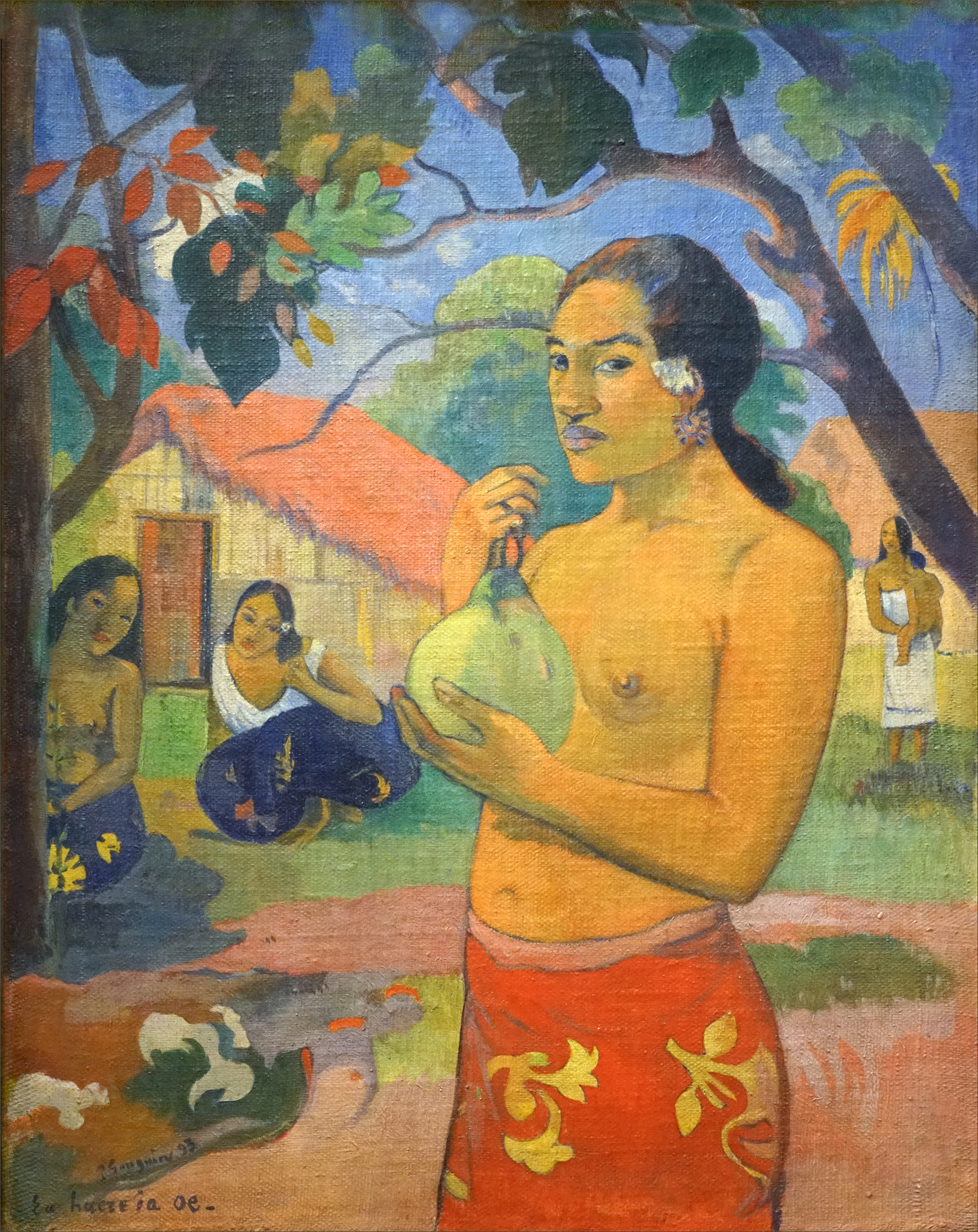
Eu haere ia oe de Paul Gauguin.
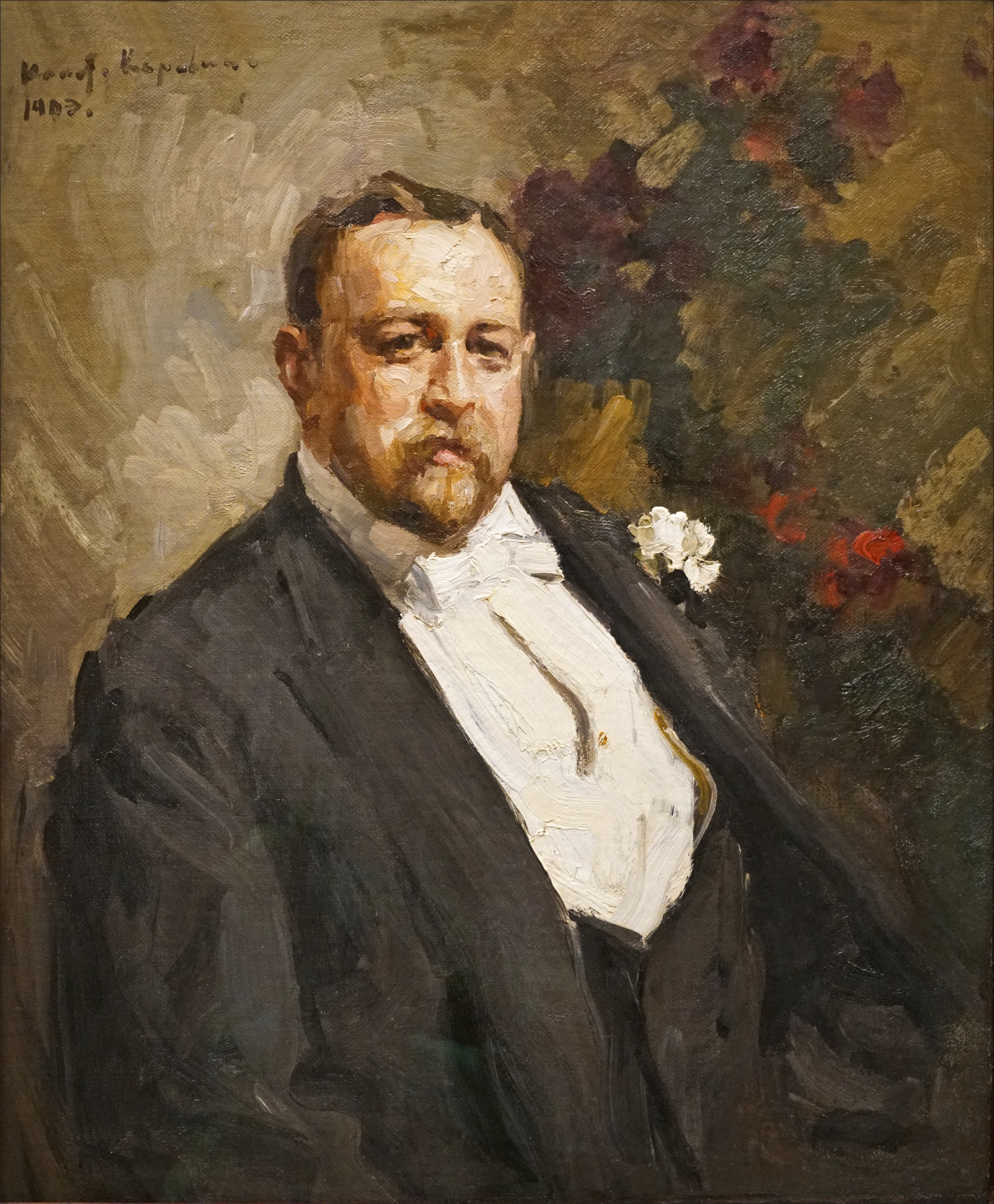
Portrait d'Ivan A. Morozov de Konstantin Korovin.